# Guillaume Chenevière
 (juillet 2022).
 (février 2013).
Ne doit pas être confondu avec Guillaume Chenevièvre.
Guillaume Chenevière, né à Genève le 25 février 1937, est un administrateur de théâtre, régisseur, metteur en scène, journaliste, historien, écrivain, chef des programmes radiophoniques et directeur de la Télévision suisse romande.

## Biographie
Après une maturité classique au Collège de Genève, il suit des cours d'art dramatique avec Greta Prozor au Conservatoire de Genève et obtient une licence en sociologie de l’université de Genève. 
Il a exercé successivement les métiers de sociologue (Centre européen de la culture), de journaliste (La Tribune de Genève), de cadre dans l’industrie automobile (Chrysler) et d’homme de télévision. 
1957-1959 : il est journaliste, fondateur et rédacteur en chef d’Action étudiante, collaborateur de L’Ordre professionnel et de La Tribune de Genève.
1957 : il participe avec André Corboz, Jacques Guyonnet, Robert Dunand, Henri Stierlin, Maurice Wenger et Michel Soutter au Festival des sept (théâtre de la Cour St Pierre mis à disposition des artistes par la mécène Jeanne Hatt) dans la section poésie et littérature. Il y présente pour la première fois à Genève les poèmes de Léopold Sedar Senghor avec le musicien africain Ferdinand Ketekou. 
1958 : il met en scène La Grande Lessive de Maïakovski ; à cette occasion il est le premier homme de théâtre à inviter le compositeur Jacques Guyonnet à composer et réaliser en direct chaque soir une musique de scène. 
1959-1967 : membre du Comité exécutif de Chrysler International ; chargé de mission auprès du pape Paul VI, il lui remet une voiture, hommage de la firme.
1961 : collabore avec Richard Vachoux à la création du Nouveau Théâtre de Poche en tant qu’administrateur et parfois comédien.
1963 : devient assistant de Philippe Mentha pour Coquin de Coq de Seán O'Casey, début d’une collaboration étroite qui durera dix ans.
1964-1975 : collaboration au Théâtre de Carouge : secrétaire général sous François Simon, puis administrateur général sous Philippe Mentha et enfin directeur. Il assure la survie du théâtre entre la destruction de l’église qui l’abritait depuis sa création et la construction d’un nouveau théâtre en 1972, tournées au Maghreb et au Canada, saisons à la Comédie de Genève, puis à la salle Pitoeff. Il organise la fusion du théâtre de Carouge et de l’Atelier de Genève (François Rochaix) en 1971 pour une exploitation commune de la nouvelle salle de Carouge. Il monte la première et unique coproduction de tous les théâtres de Genève, Les Anabaptistes de Dürrenmatt au Grand Théâtre de Genève, mise en scène de Jorge Lavelli, décors de Jean-Claude Maret, avec 80 acteurs autour de François Simon dans le rôle principal. Malgré l’énorme succès de cette aventure, elle ne se répétera jamais.
Metteur en scène, il monte de nombreuses pièces d’Aristophane, Brecht, Molière, Rousseau, Shakespeare, Stoppard, Strindberg et beaucoup d’autres. Il collabore étroitement avec les décorateurs Jean-Marc Stehlé et Jean-Claude Maret.
1967-1968 : invite à Genève le Living Theater de New York ; plusieurs séries de représentation à Carouge, à Genève (Comédie, puis Grand Théâtre), et à Zurich ; succès et scandale accompagnent toutes les représentations, qui sont autant de batailles d’Hernani. En écho aux manifestations qui suivent Mai 68 à Paris et à Avignon, le Living présente à Genève son spectacle Paradise Now. La police créant de grandes difficultés, ces représentations qui sentent le soufre sont patronnées par un comité de soutien dans lequel on trouve André de Blonay et un grand nombre de personnalités du monde des arts de Genève. Malgré une mobilisation policière sans précédent et une effervescence publique elle aussi exceptionnelle, le spectacle se poursuit une semaine sans incident majeur au Pavillon des Sports de Plainpalais.
1975 : entre à la Télévision Suisse Romande (TSR) en qualité de chef des programmes de divertissement et culture. Directeur des programmes en 1986, il en devient directeur général de 1992 à sa retraite en 2001.
2001 : à la demande de l’éditeur Pierre-Marcel Favre, il publie un livre de souvenirs intitulé Che ; monte Ajax de Sophocle au théâtre de Carouge
2002 : responsable, à l’Exposition nationale suisse, des programmes radio et TV des quatre régions linguistiques de la SRG, SSR. 
2003 : organise le Forum mondial des médias électroniques patronné par l’UER et UNDPI, pendant le Sommet mondial sur la société de l'information.
En 2008, il dirige la Fondation Médias et Société, initiative internationale de professionnels des médias pour l’adoption d’une norme universelle de gestion de la qualité des médias ; préside le Conseil mondial de la radio-télévision, qui promeut le service public audiovisuel à travers le monde ; représente la SSR à la Coalition suisse pour la diversité culturelle ; écrit régulièrement des articles sur le monde des médias pour le journal Le Temps ; siège à la Fondation du Théâtre de Carouge, dont il est membre depuis 1967, et à la Fondation du Théâtre des Marionnettes de Genève ; met en scène Le mystère Shakespeare au théâtre de Carouge.

## Ouvrages
- Rousseau, Une histoire genevoise, Éditions Labor et Fides, Genève, 2012, 416 pages.
- Che, Éditions Favre, Genève, 2001, 224 pages.
- Livre blanc du théâtre genevois, Union des théâtres romands, Genève, 1991.
- Au film du temps 1991: des films pour raconter l'histoire du cinéma suisse, Éditions Radio-télévision suisse romande, 1990.
- Rousseau 82: la fabuleuse histoire des citoyens de la République de Genève de 1688 à 1782 avec le personnage de Jean-Jacques Rousseau et les faits et gestes de tous les autres : pièces de l'histoire genevoise, Théâtre de Carouge/Atelier de Genève, 1973.

## Filmographie
- 1974 : Le Milieu du monde d'Alain Tanner
- 1976 : Jonas qui aura 25 ans en l'an 2000 d'Alain Tanner
- 1978 : L'Affaire suisse (Die Schweizer Affäre`) réalisé par Max Peter Ammann